# 註冊建築
註冊建築（英語：Registered building）是曼島環境、食品和農業部(DEFA)指定的“具有特殊歷史意義”的建築物。

總共有250多座建築物被指定為註冊建築，另有275座建築物有可能被指定為註冊建築。
曼島的註冊建築等同於英國的登錄建築。